# Angie L. Grijalbo
Angie López Grijalbo és una empresària, fundadora de Beso Beach, guingueta ideada juntament amb el seu marit, Rafa Viar, el 2012 a la Platja des Cavall d'en Borrás.
El 2025 fou inclosa a la llista Forbes de les 50 dones més influents de les Balears.